# Escudo de Mato Grosso
El escudo del estado de Mato Grosso fue instituido inicialmente por la resolución Nº799 del 14 de agosto de 1918, por iniciativa del gobernador D. Aquino Correia.

## Símbolos
Durante su mandato, el también poeta Don Francisco envió a la Asamblea Legislativa una propuesta para la creación del blasón y que de manera sencilla y comprensiva está compuesto por:
Escudo en estilo portugués (punta redondeada) en el cual está simbolizado un campo de sinople (verde), una "montaña" de oro (amarillo), y el resto del escudo tomado por el cielo. Bajo el cielo un brazo armado empuñando una bandera con la cruz de la Orden de Cristo. En lo alto del escudo un fénix de oro como timbre. Flanqueando el escudo dos ramos, uno de caucho y otro de yerba mate entrelazados por la cinta con las palabras: "Virtute Plusquam Auro", que significa "Por la Virtud más que por el Oro".
- Datos: Q8777984